# Euphyia hilaodes
Euphyia hilaodes là một loài bướm đêm trong họ Geometridae.